# هاتوری هانزو

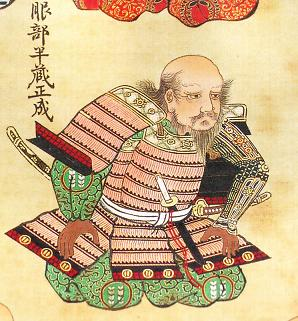
نگاره‌ای از هاتوری هانزو

هاتوری هانزو (در ژاپنی: 服部半蔵)، هاتوری ماسانوری (به ژاپنی: 服部正成) (زادهٔ ۱۵۴۲ - درگذشتهٔ ۱۵۹۶) را شاید بتوان پرآوازه‌ترین نینجای ژاپنی تا به امروز نامید. از زندگی وی داستان‌های زیادی روایت شده‌است که بیشتر مبنایی تخیلی دارند. در این داستان‌های حماسی، وی رئیس گروه بسیار معروفی از نینجاهای ژاپنی بوده که برای مردم فقیر می‌جنگیدند.

## زندگی هاتوری هانزو
هاتوری هانزو فرزند هاتوری یاسوناگا از سامورایی‌ها و در حقیقت نینجاهای وفادار خاندان پرنفوذ ماتسودایرا (که بعدها به توکوگاوا تغییرنام دادند) در حوالی ۱۵۴۲ در استان میکاوا (Mikawa) در یک خانوادهٔ نینجا در دهکدهٔ کوهستانی ایگا متولد شد. لقبش هانزوی اهریمن بود. او در پی رشد نفوذ سیاسی خاندان هاتوری تلاش‌ها و جنگ‌های زیادی از جمله نبرد آنه گاوا و نبرد میکاتاگاهارا کرد و در نتیجه به مقام جونین یا سردستهٔ اصلی نینجاها در طایفهٔ هاتوری رسید - طایفه‌ای که همراه با خانواده‌های فوجی بایاشی (Fujibayashi) و موموچی (Momochi) یکی از خانواده‌های اصلی مکتب نینجوتسوی «ایگا ریو نینپو» بود. او رهبری قدرتمند، تدبیرگر نظامی بسیار زیرک و همچنین در هنر جنگ با نیزه (yarijutsu) استادی بی‌بدیل بود. زمانی که ایه یاسو توکوگاوا دولت نظامی خود را در ادو (Edo) یا همان توکیوی امروزی برقرار کرد، او به فرماندهی محافظان مخصوص و نینجاهای دستگاه حکومت شوگونی توکوگاوا منصوب شد.

در تاریخ ژاپن، هاتوری را بیشتر به علت کمک و وقف کردن خود و نینجاهای تحت اختیارش به شوگون ایه یاسو توکوگاوا، به‌وجودآورندهٔ حکومت نظامی شوگونی توکوگاوا که ژاپن را بین سال‌های ۱۶۰۳ تا ۱۸۶۷ اداره کرد، می‌شناسند. او یک نینجای فوق العاده ماهر و طراح بی‌نظیر استراتژی‌های جاسوسی و ضد اطلاعات و استاد مجموعه هنرهای رزمی کهن نینجوتسو بود. همچنین در کوه‌های منطقهٔ ایگا (Iga) مراکز تمرینی بزرگی برای آموزش مهارت‌های سری نینجوتسو برپا کرد. در حقیقت هاتوری هانزو مغز متفکر تاکتیک‌های جاسوسی شوگون و در خفا مشاور نظامی ارشد او نیز بود. در بحبوحهٔ جنگ داخلی ابتدای قرن شانزدهم ژاپن که یکی از مهمترین و پیچیده‌ترین دوره‌های تاریخ ژاپن است، هزاران نینجا در هر دو منطقهٔ کوهستانی کوگا و ایگا حضور داشتند. به‌واسطهٔ ارتباطات خویشاوندی و منافع ناحیه‌ای، ائتلافی میان طوایف این دو ناحیه شکل گرفت. از سال‌ها قبل نینجاها طی دوران پر از ستم و شکنجهٔ نیروهای خود توسط سلسلهٔ شوگونی آشیکاگا در سال‌های پایانی دورهٔ موروماچی (Muromachi) یعنی از ۱۳۳۷ تا ۱۵۳۷ میلادی، به‌طور عمده توسط دایمیوها (Daimyo) (اربابان زمیندار و رؤسای قبایل) به خدمت گرفته شده‌ بودند. این رویّه در سراسر کشور رواج یافت. در حقیقت، پس از آنکه دهکده‌های منطقهٔ ایگا حدود بیست سال قبل از آن توسط اودا نوبوناگا (Oda Nobunaga) یکی از سرداران جنگی پر قدرت آن زمان، در طی واقعه‌ای فجیع به نام "آشوبِ ایگا در سال تِنشو" (Tensho Iga no Ran) به خاک و خون کشیده شده‌بودند، نینجاهای زیادی بودند که می‌خواستند زیر نظر یک دایمیوی قدرتمند و پرنفوذ فعالیت کرده و خانواده‌ها و مکاتب باستانی خود را از خطر نابودی و فراموشی حفظ کنند. هاتوری هانزو نیز در بیست سال پایانی قرن شانزدهم با جانفشانی‌های متعدد و هوشمندی بسیار جایگاه خود را در خاندان توکوگاوا محکم کرد و پس از رسیدن توکوگاوا ایه یاسو به مقام سپهسالاری (شوگونی) یا فرمانده کل قوای ژاپن در ۱۶۰۳، چشم و گوش پنهان او شد. با این وجود، پس از مرگ هانزوی پدر (هاتوری هانزو ماساناری اول) پسران او (هاتوری هانزو ماساناری دوم و هاتوری هانزو ماساشیگه) نتوانستنند در رهبری خاندان هاتوری و طوایف نینجای وابسته به آنها، قدرت پدر را حفظ کنند و البته حکومت بسیار محافظه کار توکوگاوا نیز به اندازهٔ هانزوی اول به آن‌ها اعتماد نداشت. به‌تدریج تا نیمهٔ قرن هفدهم، ستاد مرکزی رهبری خاندان هاتوری به‌دلیل شورش‌ها و اختلافات داخلی از هم پاشید و اصلی‌ترین محور مکتب نینجوتسوی ایگا ریو نینپو به شاخه‌ها و دسته‌های مختلفی تقسیم شد. برخی از آن‌ها مانند مکتب کیشو ریو از منطقهٔ ایگا اوئِنو به استانهای همجوار کوچ کردند، مجموعه‌ای سری از آموزش‌های سینه‌به‌سینهٔ کهن نینجوتسو را جمع‌آوری کردند و به‌صورت طومار و کتاب نوشتند (مانند "شونینکی" نوشتهٔ ناتوری سانجورو ماسازومی رهبر طایفهٔ کیشو) و کم‌کم به شکل بازرگان و کشاورز و صنعتگر و بازیگر تئاتر همرنگ مردم شدند. بعضی به ولایات شمالی ژاپن مانند فوکوشیما، ایواته و یاماگاتا مهاجرت کردند و با نیروهای باقی‌ماندهٔ رقیب قدیمی خود یعنی نینجاهای فوما دسته‌های چریکی و راهزنی تشکیل دادند و باقی آن‌ها به‌طور گسترده در سراسر ژاپن پراکنده شدند. عدهٔ کمی از زبده‌ترین و وفادارترین آن‌ها به‌همراه اندک نینجاهای کوگای باقی‌مانده در کیوتو، اوزاکا و اِدو (توکیو) مأموران نظمیه (مِتسوکه) و بازجو شدند و چند دستهٔ دون پایه نیز شبکه‌های تبهکاری و مافیایی قدرتمندی را به‌وجود آوردند که ما در قرون نوزدهم و بیستم آن‌ها را به نام یاکوزا می‌شناسیم. پس از افول قدرت خانوادهٔ هاتوری عمدهٔ نقش آن‌ها در حکومت توکوگاوا را خانوادهٔ یاگیو، تا ابتدای قرن نوزدهم به عهده داشت.
هاتوری هانزو (Hattori Hanzō) یکی از ستون‌های اصلی حکومت توکوگاوا ایه یاسو (Tokugawa Ieyasu) طی دوران جنگ‌های داخلی بود که هنوز در توکیو از او یاد می‌شود و مقبره‌اش از دیدنی‌های تاریخی و پراحترام این شهر است. ایه یاسو توکوگاوا هانزو را در مقر حکومتش در دروازهٔ عقبی قلعهٔ اِدو به کار گرفت. مقر حکومت در گوشهٔ سمت راست جاده‌ای که به یاماناشی (Yamanashi) ختم می‌شد قرار داشت. او هانزو را به‌ عنوان محافظ دروازه منصوب کرد. هرچند که دیگر اثری از دروازهٔ ذکر شده وجود ندارد ولی امروزه ناحیه‌ای که دروازه در آن قرار داشت هانزومون (Hanzomon) یا دروازهٔ هانزو نامیده می‌شود.
بعد از آنکه دولت اِدو (Edo) مستحکم و قوی شد دیگر نیازی به ادامهٔ دست‌به‌دست شدن میراث نینجاهای جنگی و آموزش مهارت‌ها به‌صورت ویژه و موروثی نبود و این هنر جنگی-جاسوسی مخوف و پیچیده به‌تدریج با تولد هر نسل جدید محو و محوتر شد.
هنر نینجوتسو که در سرزمین کوهستانی سوزوکا شامل دهکده‌های ایگا و کوگا متولد شده و طی جنگ‌های داخلی توسعه یافته‌بود در دورهٔ صلح اِدو (Edo) تا روزگار حاضر، کمرنگ‌تر و منزوی‌تر شده، ولی همچنان توسط آخرین استادان معتبر و خانواده‌های قدیمی وارث و حامی این هنر سرّی حفظ شده و به افراد واجد شرایط آموزش داده می‌شود.

## مرگ
یکی از افسانه‌های معروف دربارهٔ مرگ هاتوری هانزوی اول را دان دریگر، استاد و محقق مشهور هنرهای رزمی، بر اساس داستانهای عامیانهٔ ژاپنی قرن نوزدهم در کتاب خود آورده‌است:

"او به دستور شوگون برای نابودی فوما کاینین، یک گروه دریایی نینجا به رهبری فوما کوتارو نینجای قدرتمند و نامدار طایفهٔ فوما، فرستاده شده‌ بود. گروه به فرماندهی هاتوری آن‌ها را پیدا کرد و به شلیک توپ‌های سنگین بست، در همین حال آن‌ها مشاهده کردند که یکی از قایق‌های صدمه دیده در حال آمدن به طرف آنهاست. هاتوری هانزو که می‌دانست کلک آتش گرفته می‌تواند باعث شعله‌ور شدن کشتی آن‌ها شود، دستور به عقب‌نشینی داد. اما چیزی که او متوجه نشده‌بود این بود که افراد فوما کاینین به زیر کشتی آن‌ها رفته‌بودند و پروانه‌ها را از کار انداخته‌ بودند. در نتیجه، این امر کشتی قادر به حرکت نبود و بنابراین افراد از ترس خود به درون آب پریدند، و آنجا بود که متوجه شدند کل منطقه آغشته به روغنی مخصوص است. اما این بسیار دیر بود، روغن مشتعل شد و همهٔ نینجاهای گروه هاتوری هانزو که خود هانزو نیز در میان آن‌ها بود، در شعله‌های آتش سوختند!"

البته این نسخه از ماجرا، یکی از چند روایت دربارهٔ مرگ هاتوری هانزو ست و همچنان چگونگی مرگ او عمداً یا به علت کمبود اسناد تاریخی در هاله‌ای از ابهام قرار دارد...

## میراث
او در کار با یاری (نیزه) بسیار ماهر بود و امروزه نیزهٔ او در معبد ساینِن جی ژاپن نگهداری می‌شود.
علاوه بر مهارت‌ها و رهبری او که باعث زنده ماندن نامش شده‌است، نباید این نکته را که او به نظام حکومتی نیز نزدیک بوده و توسط تاریخ نویسان وابسته نیز احتمالاً به عمد و اغراق، نامش با برجستگی بیش از حدی ثبت شده‌ است، نادیده بگیریم. امروزه شمشیرهای هانزو به عنوان میراث نینجاهای خاندان هاتوری باقی مانده‌اند. در ژاپن موزهٔ مخصوصی برای شمشیرهای هاتوری وجود دارد که از خانوادهٔ او به جا مانده‌ است. گفته می‌شود که تکیه کلام هانزو این بوده‌است: می‌دانم یک اعجوبهٔ یاغی هستم، اما خودمانیم... هرگز دوست نداشتم کارم به اینجا بکشد...!

## هاتوری هانزو در سینما، بازی و کارتون
تاکنون از نام هاتوری هانزو به‌طور مستقیم و غیر مستقیم در بیش از ۱۰۰ فیلم و انیمیشن، یک سری فرانچایز بازی ویدئویی و مانگا (داستانهای مصور) استفاده شده‌است که معروف‌ترین آن برای نسل جدید، نقش «هاتوری هانزو» رستوران دار شمشیرساز و گوشه نشینی است که در قسمت اولِ دو فیلم معروف بیل را بکش (Kill Bill)، ساختهٔ کوئنتین تارانتینو، در جزیره اوکیناوای ژاپن زندگی می‌کند و نقش وی توسط بازیگر مشهور ژاپنی سونی چیبا بازی شده‌ است. همچنین نام شخصیت محبوب و مشهور فرانچایز سری مورتال کامبت یعنی هانزو هاساشی در نقش اسکورپیون از هانزو هاتوری الهام گرفته شده است.